# Jean De Backer
Pour les articles homonymes, voir De Backer.
Jean De Backer était un nageur et poloïste belge.

## Biographie
Jean de Backer représente la Belgique pour l'épreuve des équipes en water-polo lors des Jeux olympiques de 1900 à Paris où il est représenté avec neuf autres joueurs du Brussels Swimming and Water-Polo Club. Il remporte la médaille d'argent,,,,,,.